# علی‌بابا و چهل دزد (فیلم ۱۹۷۱)
علی‌بابا و چهل دزد (انگلیسی: Ali Baba and the Forty Thieves) یک فیلم است که در سال ۱۹۷۱ منتشر شد.